# Грегг Попович
Грегг Чарльз Попович (англ. Gregg Charles Popovich; нар. 28 січня 1949) — американський професійний тренер з баскетболу та виконавчий директор. Він є головним тренером і президентом команди НБА «Сан-Антоніо Сперс». 23 жовтня 2015 року був призначений новим головним тренером чоловічоі збірної США на період з 2017 по 2020 рік.

## Життєпис
Прийнявши посаду тренера «шпор» у 1996 році, Попович є найтривалішим активним тренером як у НБА, так і у всіх великих спортивних лігах США. Його часто називають «тренер поп» (англ. "Coach Pop") або просто «поп» (англ. "Pop"), і його широко вважають одним з найкращих тренерів в історії НБА.
Попович має найбільшу кількість перемог в історії НБА (регулярний сезон та плей-оф), обігнавши Ленні Вілкенса та Дона Нельсона 13 квітня 2019 року. Він привів «шпори» до рекорду за кількістю перемог в перших 22 повних сезонах на посаді головного тренера, перевершивши Філа Джексона в найбільш послідовних переможних сезонах в історії НБА. За час його перебування «шпори» мали переможний рекорд проти будь-якої іншої команди НБА. Попович привів «шпор» до п'яти титулів чемпіонів НБА, і є одним із лише п'яти тренерів в історії НБА, які виграли як мінімум п'ять чемпіонських титулів.
У 2021 році чоловіча збірна США під керівництвом Поповича стала чемпіоном літньої Олімпіади-2020.

## Титули і досягнення
- Чемпіон НБА як головний тренер «Сан-Антоніо Сперс» (5): 1999, 2003, 2005, 2007, 2014.
- Чемпіон Олімпійських Ігор як головний тренер чоловічої збірної США: 2020.